# Viva La Dirt League
Viva La Dirt League (VLDL) ist eine neuseeländische Gruppe von professionellen Webvideoproduzenten, die 2011 von Rowan Bettjeman und Alan Morrison gegründet wurde.

## Geschichte
Bettjeman und Morrison lernten sich am Set von Avatar – Aufbruch nach Pandora kennen, wo sie beide als Nebendarsteller mitwirkten und stellten fest, dass sie zwei Leidenschaften teilten: Computerspiele und Filmproduktion. Einen ersten Erfolg verzeichneten sie im November 2011 mit ihrem Musikvideo „Eight Pool“, einer Parodie auf den Song All Rise von Blue aus dem Jahr 2001 und das Computerspiel StarCraft II. Weitere StarCraft-II-Parodien folgten, darunter „What does the drone say“ („What does the fox say“, Ylvis, 2013). 2015 stieß Adam King zum Kernteam hinzu, das über die Jahre durch Britt Scott Clark, Byron Coll, David Correos, Ellie Harwood, Ben Van Lier und Hamish Parkinson ergänzt wurde.

## Produktionen
Der Hauptanteil der Kurzfilme von Viva La Dirt League handelt von Videospielen und Computern und lässt sich in folgende Kategorien unterteilen:

### PUBG Logic
PUBG Logic ist eine Parodie auf Mehrspieler-Shooter des Battle-Royal-Genres, durch die Namensgebung, das Setting und die Besonderheiten des Spiels unverwechselbar auf PUBG: Battlegrounds bezogen. Die Schauspieler verkörpern Avatare im eigentlichen Spielgeschehen, inhaltlich dreht es sich vor allem um Verhaltensweisen der Spieler (wie bspw. Egoismus statt Teamplay), Bugs oder allgemeine Probleme und Eigenheiten des Spiels.

### Epic NPC Man
Epic NPC Man greift Massively Multiplayer Online Role-Playing Games auf. Als Setting wurde, im Gegensatz zu PUBG Logic ein fiktives Spiel namens Skycraft gewählt. Die Schauspieler verkörpern sowohl Spieler als auch Nicht-Spieler-Charaktere, wie den namensgebenden „NPC Man“, einen Händler im Dorf „Honeywood“. Die Serie wird in großen Teilen im historischen Freilichtmuseum in Howick, dem Historic Village, gedreht.

#### Baelin's Route: An Epic NPC Man Adventure
2020 wurden via Kickstarter über 431.000 Dollar von 9.182 Unterstützern gesammelt, um einen Kurzfilm über den NPC Baelin zu finanzieren. Baelin's Route: An Epic NPC Man Adventure erschien am 9. Mai 2022 mit einer Spielzeit von 37 Minuten.

### Bored
Bored ist eine Serie von Sketchen, die sich um den exzentrischen Inhaber eines Computerspielegeschäfts und seine Mitarbeiter drehen. Neben Problemen aus dem (Arbeits)Alltag werden auch aktuelle Memes wie beispielsweise Karen thematisiert, aber auch ernstere Themen wie soziokulturelle Probleme (unter anderem Gender-Gap, Sexismus und Mansplaining). Filmset war hierbei die real existierende Playtech Filiale in Auckland, die Schauspieler verkörperten dabei selbst Mitarbeiter der Filiale. Eine Einflussnahme auf die Inhalte oder die Produktion von Seiten Playtechs bestand nach eigener Angabe nicht. 2023 zog die Produktion in ein eigenes Studio um, der neue Schauplatz ist das fiktive Techtown.

### Viva La Dirt League D&D
Im Juli 2019 starteten Viva La Dirt League eine Dungeons & Dragons Serie, die von einer Spielrunde handelt, die vom neuseeländischen Entertainer und Gamemaster Robert Hartley geleitet wird. Besonders an der Serie ist, dass nicht nur die Handlungen der Charaktere im Spiel, sondern auch die Metaebene, also die diskutierenden Spieler, gezeigt werden.

### Mental Health
Eine inhaltliche Sonderstellung nimmt die Anfang 2022 gestartete Serie Mental Health ein. In ihr werden Themen wie Introvertiertheit oder Depressionen behandelt.

### Weitere Produktionen
Über die Jahre kamen zudem etliche weitere Kurzserien hinzu, wie beispielsweise:
- Witcher Logic (The Witcher)
- Apex Logic (Apex Legends)
- FPS Logic (First-Person-Shooter wie Call of Duty)
- Souls Logic (Dark Souls)
- Red Dead Logic (Red Dead Redemption)

## Viva La Dirt League: The Great Expansion
Im Jahr 2022 gaben Viva La Dirt League unter dem Titel The Great Expansion bekannt, ein eigenes Studio mit verschiedenen Filmsets gründen zu wollen. Über die hierfür gestartete Crowdfunding-Kampagne wurden mehr als 2,5 Millionen Dollar von 31.720 Unterstützern gesammelt.

## Nice day for Fishing
Am 29. Mai 2025 erschien mit Nice Day for Fishing ein erstes Computerspiel, dessen Held wieder einmal Baelin ist. Umgesetzt wurde das Spiel vom Studio Team 17, das vor allem für seine Worms-Reihe bekannt ist. Das Spiel ist auf Steam, aber auch auf Konsolen (u. a. Switch) als Download erhältlich.